# Zatouna
Zatouna  este un oraș în Grecia în prefectura Arcadia.
Se află în Peloponez, la o altitudine de 998 m deasupra nivelului mării. Populația este de 42 locuitori, determinată în 2021, prin resident population of Greece[*].